# سارا آلگود
سارا آلگود (انگلیسی: Sara Allgood؛ ۱۵ اکتبر ۱۸۷۹ – ۱۳ سپتامبر ۱۹۵۰) یک هنرپیشه اهل ایرلند بود.
از فیلم‌ها یا برنامه‌های تلویزیونی که وی در آن نقش داشته است می‌توان به چالشی برای لسی، دره من چه سرسبز بود، دوجینش ارزان‌تر است و باج‌گیری اشاره کرد.